# Natuurnetwerk Nederland

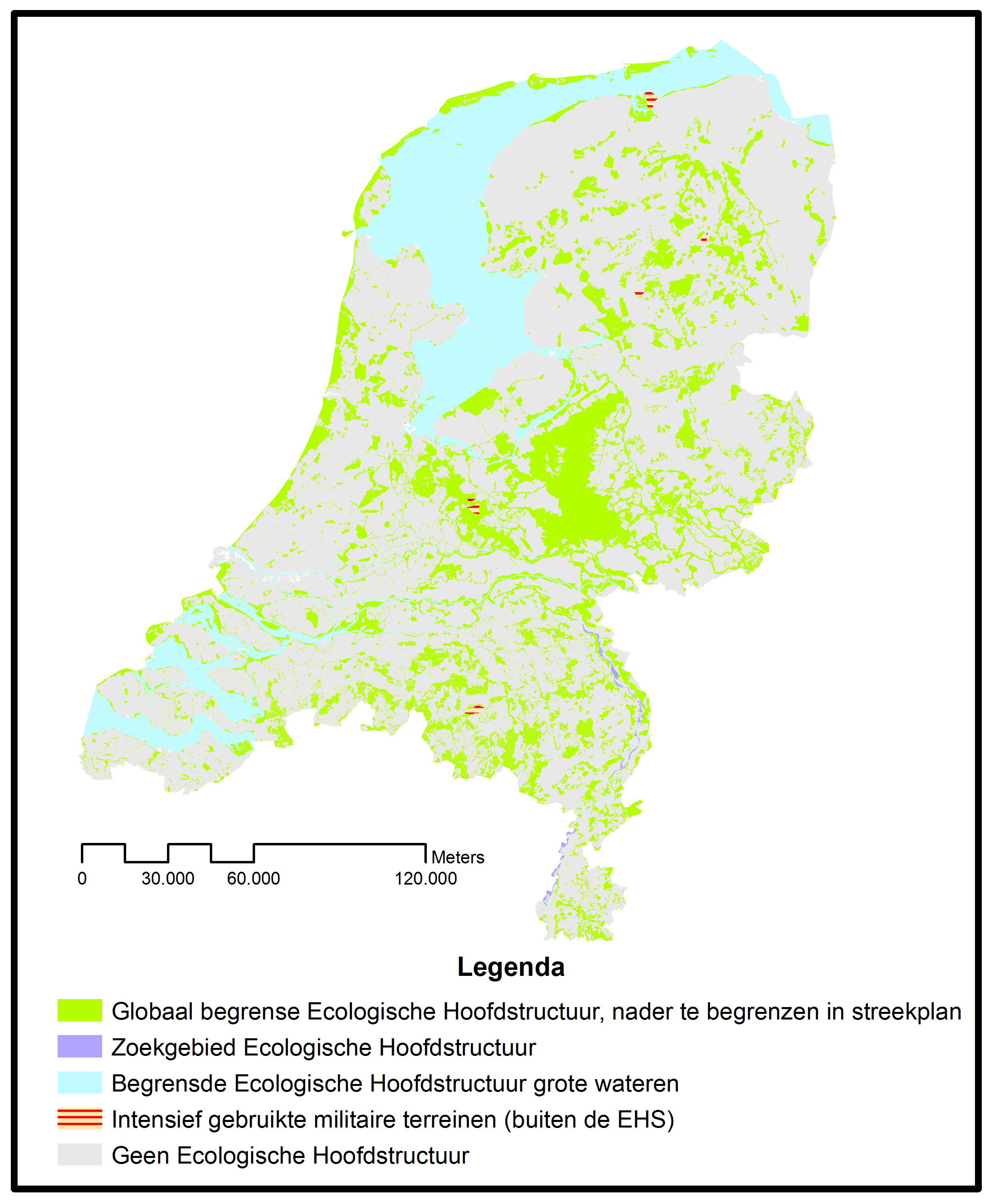
Overzicht van Natuurnetwerk Nederland (2013)

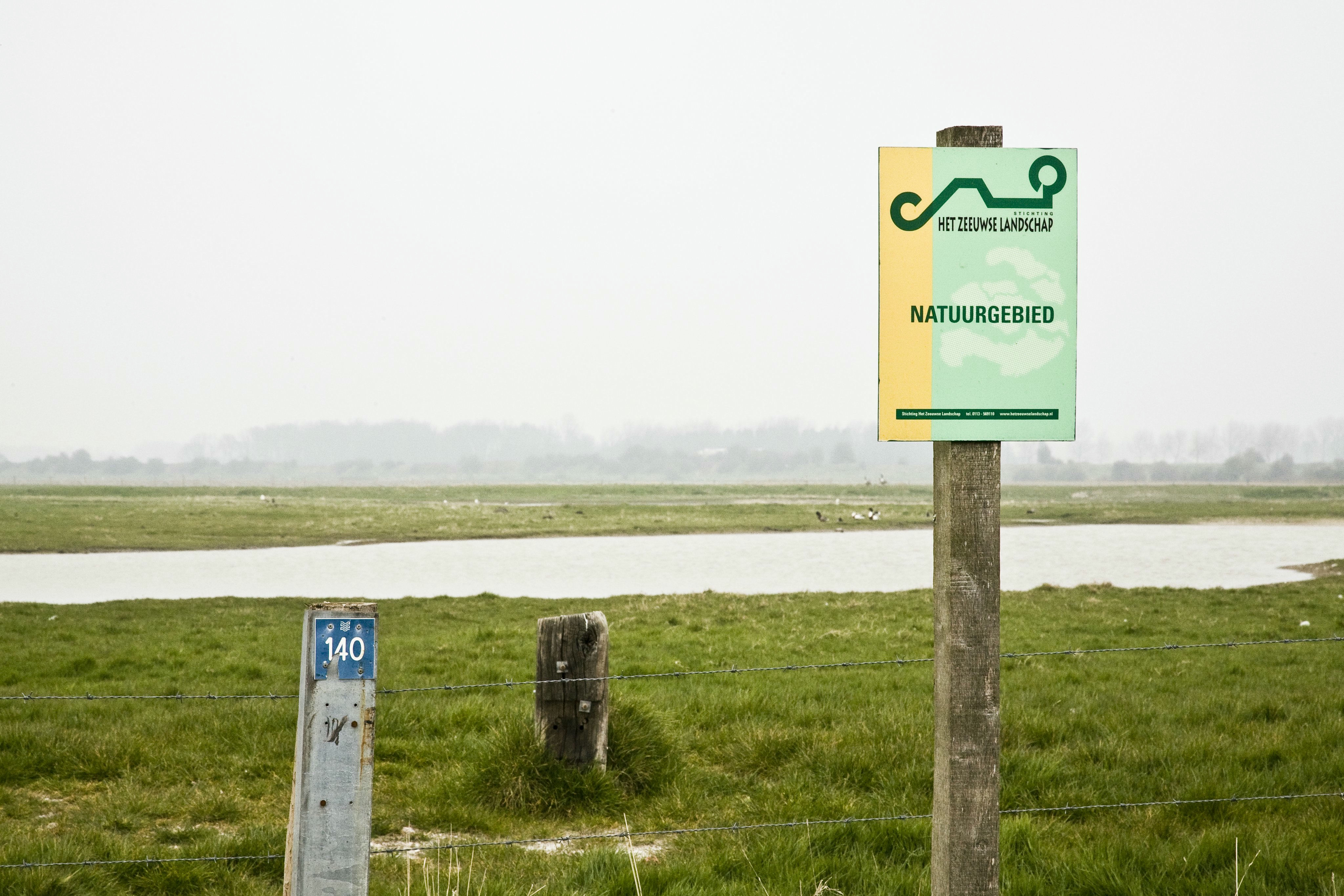
Natuurontwikkeling bij Veere in het kader van de ecologische hoofdstructuur (2007).

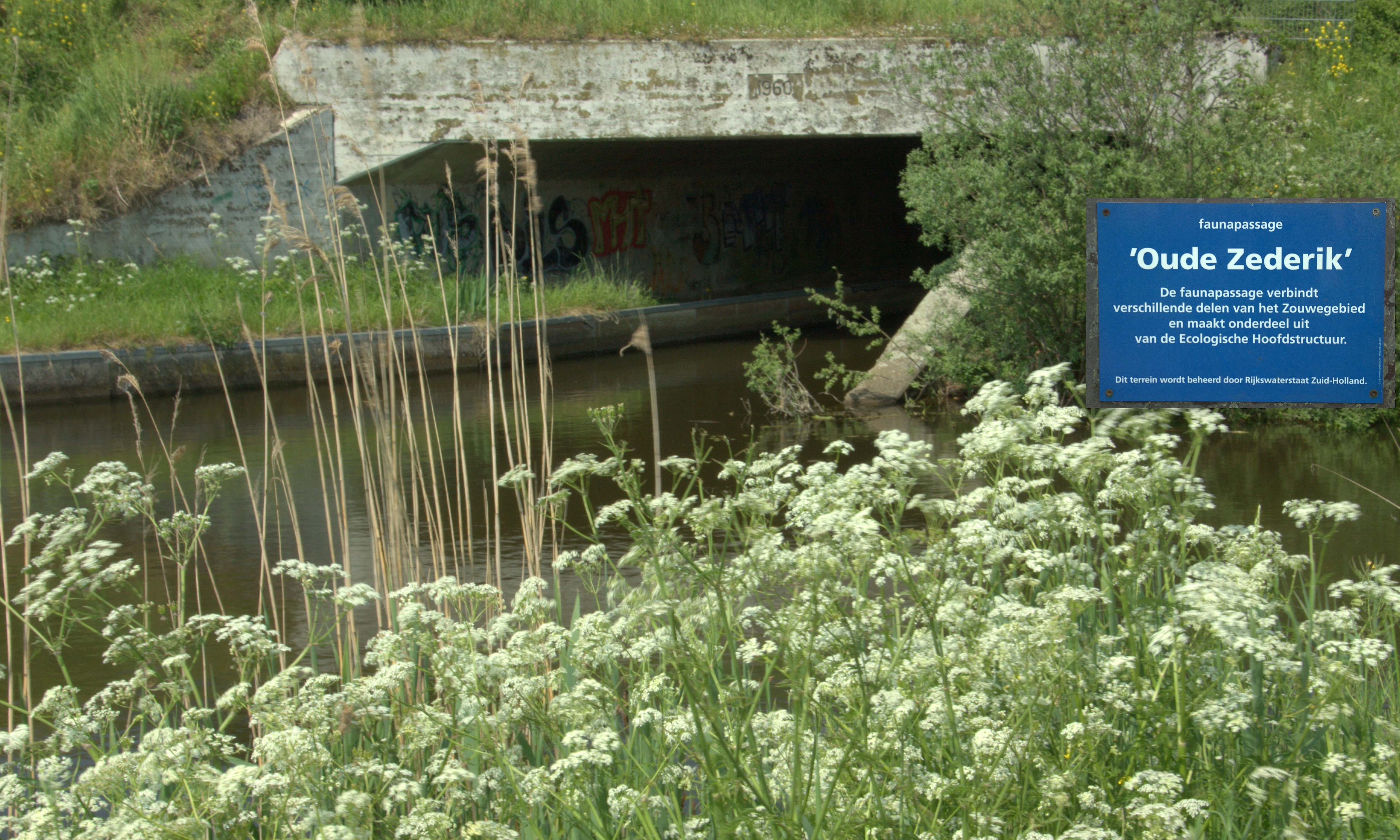
De faunapassage onder de A27 bij Meerkerk verbindt delen van het Zouwegebied.

Natuurnetwerk Nederland (NNN), tot 2013 ecologische hoofdstructuur genoemd, is een samenhangend netwerk van bestaande en toekomstige natuurgebieden in Nederland. Het vormt een belangrijk onderdeel van het natuurbeleid. Streven is de biodiversiteit in Nederland ten minste te stabiliseren, en dus verdere achteruitgang tegen te gaan: het door de EU aanvaarde standstillbeginsel.
Sinds 2014 zijn de provincies verantwoordelijk voor natuurbeleid en de verdere ontwikkeling en beheer van NNN. Het Rijk stelt sinds 2014 jaarlijks een bedrag van ongeveer € 100 miljoen ter beschikking voor de realisering van het natuurnetwerk.

## Structuur
Het Natuurnetwerk Nederland is opgebouwd uit kerngebieden, natuurontwikkelingsgebieden en verbindingszones.
- Kerngebieden zijn nationale parken en andere natuurterreinen, landgoederen, bossen, grote wateren en waardevolle agrarische cultuurlandschappen die minimaal 250 hectare groot zijn.
- Natuurontwikkelingsgebieden zijn gebieden met goede mogelijkheden voor het ontwikkelen van natuurwaarden, van nationale en/of internationale betekenis.
- Verbindingszones zijn gebieden die kern- en natuurontwikkelingsgebieden als het ware aan elkaar knopen.

Het doel is ook om deze structuur te laten aansluiten op ecologische verbindingszones in het buitenland.

## Geschiedenis
De instelling van een samenhangend netwerk van natuurgebieden kwam voort uit het besef dat een krachtiger overheidsbemoeienis nodig was om de achteruitgang van de natuur te stoppen. Zo waren er van de in 1950 aanwezige 1400 soorten hogere planten in Nederland omstreeks 1990 70 verdwenen en 500 in aantal/oppervlakte ernstig achteruitgegaan. Het aantal broedvogels was in dezelfde periode met een derde afgenomen. De opbouw van een ecologische hoofdstructuur zou een belangrijke bijdrage leveren aan het behoud en de versterking van de biodiversiteit.
De term Ecologische Hoofdstructuur (EHS) werd in 1990 geïntroduceerd in het Natuurbeleidsplan (NBP) van het ministerie van Landbouw, Natuur en Voedselkwaliteit. In 1995 definieerde de rijksoverheid de doelsoorten en de natuurdoeltypen en in 2000 waren deze doorgevoerd in alle provinciale plannen. Om deze ecologische hoofdstructuur te realiseren was een extra beleidsinspanning nodig en dat werd vastgelegd in de nota Natuur voor Mensen, Mensen voor Natuur. Het bijbehorende Meerjarenprogramma Ontsnippering werd in 2005 door het parlement goedgekeurd. In dit plan waren de belangrijkste barrières en manieren om ze te overwinnen in kaart gebracht. Voor edelherten worden bijvoorbeeld ecoducten over snelwegen gebouwd. Voor dassen en andere kleine dieren worden tunnels onder wegen aangelegd. Anno 2011 was 55% van de beoogde extra grond verworven en 30% ingericht.
Kabinet-Rutte I besloot NNN sterk te versoberen. De omvang zou worden teruggebracht van 728.500 naar 600.000 hectare, verbindingszones zouden worden geschrapt, grondverwerving zou worden gestopt en na 2021 zouden er geen investeringen meer komen in het natuurnetwerk.
In het regeerakkoord van Kabinet-Rutte II werd afgesproken dat NNN toch zou worden aangelegd, inclusief verbindingszones. Ook werd er extra tijd voor uitgetrokken, met een tussenevaluatie in 2016 moet het project in plaats van in 2018 nu in 2027 afgerond zijn.
In juni 2013 kondigde staatssecretaris Dijksma aan dat de overheid het begrip Natuurnetwerk Nederland gaat gebruiken in plaats van Ecologische Hoofdstructuur. Lezers van de krant Trouw hadden deze naam bedacht.
In 2014 werd de verantwoordelijkheid voor de uitvoering van het beleid overgedragen aan de provincies.

## Plan en realisatie
De droge en natte natuur van NNN zou uiteindelijk een aaneengesloten netwerk moeten vormen dat aansluit op de natuurnetwerken in andere landen. Het ministerie van Landbouw, Natuur en Voedselkwaliteit streefde er aanvankelijk naar om in 2020 meer dan 750.000 hectare aan natuurgebieden aan te wijzen voor de Ecologische Hoofdstructuur. Het grootste deel hiervan zijn bestaande bossen en natuurgebieden, waaronder de 123 duizend hectare van de twintig Nationale Parken. Bij de 750.000 hectare op het land komt nog ruim zes miljoen hectare natte natuur: meren, rivieren en de Nederlandse delen van de Noordzee en de Waddenzee. Ongeveer 45 procent van de natuurnetwerkhectares op het land is ook Natura 2000-gebied.

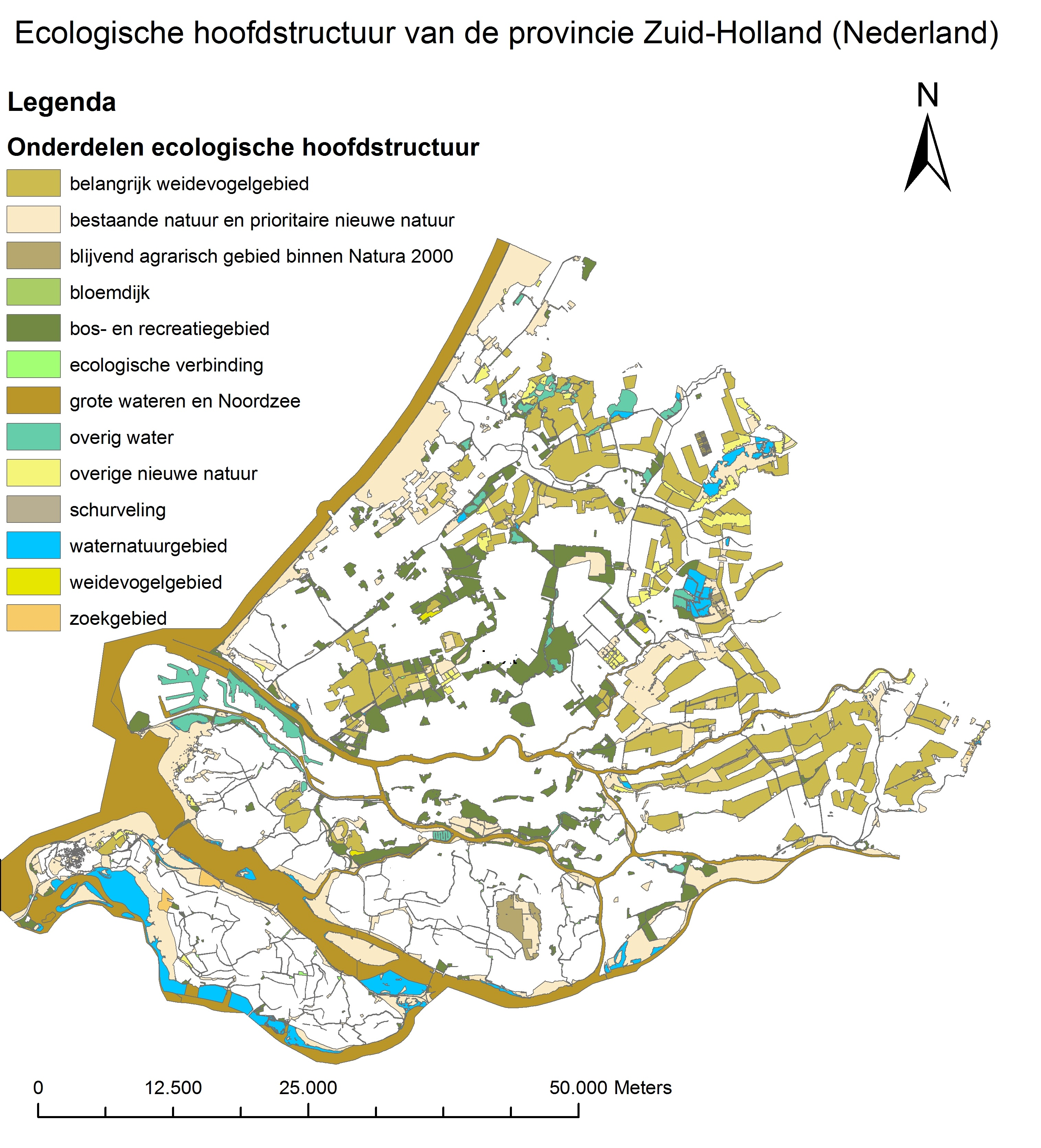
Natuurnetwerk in de provincie Zuid-Holland (2013)

In mei 2014 informeerde staatssecretaris Dijksma de Tweede Kamer over de realisatie door de provincies. Voor alle provincies gold dat NNN beperkter van omvang is vastgesteld dan de oorspronkelijk geplande ecologische hoofdstructuur maar uitgebreider dan de herijkte EHS van Kabinet-Rutte I. De provincies hebben hun vaststelling van het natuurnetwerk gekoppeld aan de provinciale ruimtelijke structuurvisies waardoor de planologische bescherming is geregeld.